# شهرستان ایستریا
ایستریا (به لاتین: Istria County) یک شهرستان در کرواسی است.

## خصوصیات
ایستریا ۲٬۸۱۳ کیلومترمربع مساحت و ۲۴۴٬۲۷۸ نفر جمعیت دارد.